# Peter Winkler (Fußballspieler)
Peter Winkler (* 24. Juli 1947) ist ein ehemaliger deutscher Fußballtorwart. Für die BSG Wismut Gera spielte er 1977/78 in der DDR-Oberliga, der höchsten Spielklasse im DDR-Fußball.

## Sportliche Laufbahn
Peter Winkler verbrachte seine Nachwuchsjahre seit 1958 bei der Betriebssportgemeinschaft (BSG) Empor Jena, für die er bis 1967 in der Kreisklasse spielte. Zur Rückrunde der Saison 1967/68 wurde der gelernte Feinmechaniker zum Fußballschwerpunktklub des Bezirks Gera, dem FC Carl Zeiss Jena, delegiert, musste dort aber mit der 2. Mannschaft in der zweitklassigen DDR-Liga das Tor hüten. Er hatte sich mit dem ehemaligen Oberliga-Torwart Hans-Ulrich Grapenthin auseinanderzusetzen, was ihm 1968 mit zehn Einsätzen in 15 Punktspielen und 1968/69 mit 20 von 30 möglichen Punktspieleinsätzen überwiegend gelang. Nachdem Winkler die ersten sieben DDR-Liga-Spiele der Spielzeit 1969/70 bestritten hatte, wurde er im November 1969 zum 18-monatigen Wehrdienst in die Nationale Volksarmee eingezogen.
Nach seiner Entlassung aus der Armee schloss sich Winkler dem DDR-Ligisten Wismut Gera an, bei dem er 1971/72 in acht Punktspielen eingesetzt wurde. In den Spielzeiten 1972/73 und 1973/74 war er unangefochtener Stammtorwart mit jeweils 21 Einsätzen bei 22 Punktspielen. Aus disziplinarischen Gründen musste er sich in der Saison 1974/75 beim drittklassigen Bezirksliga-Aufsteiger BSG Schott Jena bewähren. Anschließend kehrte er zu Wismut Gera zurück, wo er 1975/76 alle 22 DDR-Liga-Spiele bestritt. Zur Saison 1976/77 erhielt er Konkurrenz durch den 25-jährigen Ulrich Kühn, sodass er nur noch in zwölf Punktspielen eingesetzt wurde. Wismut Gera beendete die Saison mit dem Aufstieg in die DDR-Oberliga. Zwar bestritt Winkler 1977/78 die ersten sechs Oberligaspiele, doch als Gera nach einer 0:6-Niederlage gegen den BFC Dynamo bereits 16 Gegentore kassiert hatte, wechselte Trainer Gerhard Waidhas Torwart Winkler gegen Ulrich Kühn aus, und Winkler kam bis zum Saisonende nur noch in drei weiteren Punktspielen zum Einsatz.
Wismut Gera hielt sich nur eine Saison lang in der Oberliga. Der 31-jährige Winkler nahm dies zum Anlass, seine Laufbahn als Leistungssportler zu beenden. Nach 121 DDR-Liga-Spielen (37 für Jena, 84 für Gera) sowie neun Oberligaspielen für Wismut Gera ließ er beim Bezirksligisten Aufbau Jena seine Karriere ausklingen.